# Thurniaceae
Thurniaceae je čeleď jednoděložných rostlin z řádu lipnicotvaré (Poales). Dříve se sem často řadil jen jediný rod Thurnia, zatímco rod prionium (Prionium) byl začleněn do čeledi sítinovité (Juncaceae) nebo samostatné čeledi Prioniaceae. Starší taxonomické systémy čeleď často řadily do řádu sítinotvaré (Juncales).

## Popis
Jsou to vytrvalé byliny, někdy až netypické keře palmovitého vzhledu, s přízemními nebo s vrcholovými růžicemi listů a s oddenky. Listy jsou jednoduché, často kožovité, přisedlé, s listovými pochvami. Čepele jsou čárkovité, nedělené, na okraji často jemně pilovité, žilnatina je souběžná. Jsou to jednodomé rostliny s oboupohlavnými květy. Květy jsou malé a jsou uspořádány v květenstvích, v hlávkách nebo latách. Okvětí se skládá ze 6 okvětních lístků. Tyčinek je 6, jsou volné nebo na bázi srostlé s okvětím. Gyneceum se skládá ze 3 plodolistů, je synkarpní, semeník je svrchní. Plodem je tobolka.

## Rozšíření ve světě
Je známy 2 rody a asi 4 druhy, které se vyskytují v tropech Jižní Ameriky (Thurnia) a v jižní Africe (Prionium).

## Zástupci
- prionium (Prionium)[4]

## Přehled rodů
Prionium, Thurnia